# Lev (Name)
Lev oder Lew ist ein männlicher Vorname, selten auch Familienname.

## Herkunft und Bedeutung
Der Vorname Lev stammt einerseits aus dem Hebräischen und bedeutet „Herz“, andererseits ist er die slawische Form von Leo oder Leon („Löwe“).

## Namensträger

### Vorname

#### Form Lev
- Lev Aronson (1912–1988), US-amerikanischer Cellist und Komponist
- Lev Blatný (1894–1930), tschechischer Dichter, Autor und Dramaturg
- Lev Gutman (* 1945), deutscher Schachmeister
- Lev Prchala (1892–1963), Armeegeneral der tschechoslowakischen Armee
- Zdeniek Lev von Rosental (≈1470–1535), böhmischer Herrenständischer

#### Form Lew
- Lew Ayres (1908–1996), US-amerikanischer Schauspieler und Regisseur
- Lew Besymenski (1920–2007), russischer Autor, Historiker und Journalist
- Lew Wladimirowitsch Ginsburg (1921–1980), russischer Germanist, Schriftsteller und Übersetzer
- Lew Jaschin (1929–1990), sowjetischer Fußball- und Eishockeytorhüter
- Lew Kamenew (1883–1936), sowjetischer Politiker
- Lew Kopelew (1912–1997), russischer Germanist und Schriftsteller
- Lew Landau (1908–1968), sowjetischer  Physiker und Nobelpreisträger
- Lew Lemke (1931–1996), russischer Schauspieler
- Lew Rebet (1912–1957), ukrainischer Politiker, Publizist und Anwalt
- Lew Tolstoi (1828–1910), russischer Schriftsteller
- Lew Wallace (1827–1905), US-amerikanischer Rechtsanwalt, General, Politiker und Schriftsteller (Ben Hur)

### Familienname

#### Form Lev
- Benjamin Lev (* 1935), libanesischer Schauspieler
- Chaim Bar-Lev (1924–1994), israelischer Generalstabschef
- Jiří Lev (* 1979), tschechisch-australischer Architekt und Urbanist
- Liliana Lev, russische Sängerin und Schauspielerin
- Lior Lev (* 1969), italienischer Tänzer und Choreograf
- Michael Lev (1917–2013), ukrainischer Schriftsteller
- Oded Lev-Ari (* 1975), israelischer Jazzmusiker und Musikproduzent
- Omer Bar-Lev (* 1953), israelischer Politiker
- Ronen Lev (* 1968), israelischer Schachspieler

#### Form Lew
- Astrid Lew Yan Foon (* 2005), französische Tennisspielerin
- Elizabeth van Lew (1818–1900), US-amerikanische Abolitionistin und Spionin
- Jack Lew (* 1955), US-amerikanischer Jurist, Hochschullehrer, Manager und Regierungsbeamter
- Jürgen Lew (* 1980), österreichischer Fußballspieler
- Randy Lew (* 1985), US-amerikanischer Pokerspieler und -kommentator
- Zbigniew Lew-Starowicz (1943–2024), polnischer Psychiater, Sexualforscher und Autor